# گراند (آلمان)
گراند (به آلمانی: Grande) یک شهر در آلمان است که در Stormarn واقع شده‌است. گراند ۶۷۰ نفر جمعیت دارد.